# Đỗ Quang Hiển
Đỗ Quang Hiển (sinh ngày 29 tháng 10 năm 1962 tại Hà Nội), hay còn được biết đến với tên gọi bầu Hiển, là một doanh nhân người Việt Nam. Ông là người nắm giữ cương vị Chủ tịch Hội đồng quản trị kiêm Tổng Giám đốc Tập đoàn T&T (cổ phiếu 6,85%). Ông cũng là Chủ tịch Hội đồng quản trị của: Ngân hàng Thương mại cổ phần Sài Gòn-Hà Nội (SHB); Công ty CP Quản lý Quỹ Sài Gòn - Hà Nội (SHF); Công ty CP Chứng khoán Sài Gòn - Hà Nội (SHS); Công ty CP Phát triển đô thị và khu công nghiệp SHB (SHB Land); Tổng Công ty Bảo hiểm BSH; Công ty TNHH MTV T&T Đà Nẵng; Công ty TNHH T&T Hồ Chí Minh. Ông cũng hiện là Chủ tịch Hiệp hội Doanh nghiệp Vừa và Nhỏ TP. Hà Nội; Uỷ viên Ủy ban Trung ương Mặt trận Tổ quốc Việt Nam.

## Học vấn và sự nghiệp
Đỗ Quang Hiển học khoa Vật lý của Đại học Tổng hợp Hà Nội. Từ năm 1984–1987, sau khi tốt nghiệp ngành vật lý vô tuyến, ông làm việc tại Xí nghiệp sửa chữa máy thu hình, Đài Phát thanh Hà Nội. Sau đó, ông gia nhập Viện nghiên cứu công nghệ quốc gia. Năm 1993, ông mở hãng tư. Hãng T&T của ông lúc đầu buôn bán các mặt hàng điện tử, điện lạnh, điện gia dụng, thiết bị văn phòng, thiết bị viễn thông,...
Khi T&T đã vững vàng trên thị trường điện tử - điện lạnh, Đỗ Quang Hiển lấn sang thị trường xe gắn máy, đầu tư vào dây chuyền lắp ráp xe gắn máy.
Năm 2007, ông đầu tư vào lĩnh vực tài chính, trở thành cổ đông chính (14%) và Chủ tịch HĐQT của Ngân hàng TMCP Sài Gòn - Hà Nội (SHB). Sau đó, T&T cùng SHB tham gia góp vốn thành lập một hệ thống định chế tài chính gồm Chứng khoán Sài Gòn-Hà Nội (SHS), Quản lý quỹ Sài Gòn-Hà Nội (SHF) và Bảo hiểm SHB-Vinacomin (SVIC).
Cùng năm, T&T thành lập liên doanh T&T Baoercheng xây dựng nhà máy sản xuất các sản phẩm ngành nhựa công nghiệp và dân dụng và thành lập CTCP Đầu tư Khai thác & Chế biến Khoáng sản T&T Hà Giang.
Tháng 8 năm 2015, T&T công bố đã mua cảng Quảng Ninh từ Tổng công ty Hàng hải Việt Nam - Vinalines.
Ngoài ra, 2 công ty do bầu Hiển làm chủ tịch là T&T Group và Bảo hiểm Sài Gòn - Hà Nội (BSH) cũng sẽ trở thành cổ đông chiến lược đối với một doanh nghiệp nhà nước lớn khác là Tổng công ty Rau quả Nông sản – Vegetexco, họ hiện đang đăng ký mua 50% cổ phần.
Ông Hiển là một người hâm mộ bóng đá. Đầu năm 2006, ông thành lập câu lạc bộ bóng đá T&T Hà Nội, tiền thân của câu lạc bộ Hà Nội hiện nay. Chỉ sau 3 năm thành lập, câu lạc bộ này đã thăng 3 hạng liên tiếp từ hạng ba lên chuyên nghiệp và thi đấu tại V.League 1 từ mùa giải 2009. Câu lạc bộ Hà Nội hiện là một trong những đội bóng thành công nhất lịch sử bóng đá chuyên nghiệp Việt Nam.
Đầu năm 2022, sau khi trở thành Chủ tịch Hội đồng quản trị SHB nhiệm kỳ 2022–2027, ông Đỗ Quang Hiển đã xin từ nhiệm chức danh Chủ tịch, Tổng giám đốc tại một loạt công ty, trong đó có chức Chủ tịch tập đoàn T&T.

## Gia đình
Ông Hiển kết hôn với bà Lê Thanh Hòa (có quê quán ở huyện Nam Trực, tỉnh Nam Định) và có hai người con trai. Con trai cả Đỗ Quang Vinh (sinh năm 1989) từng du học 3 năm ở Singapore, tốt nghiệp thạc sĩ ngành tài chính - ngân hàng ở Anh, hiện là Chủ tịch HĐTV SHB Finance nhiệm kỳ 2016–2021. Con trai thứ Đỗ Vinh Quang (sinh năm 1995) hiện là chủ tịch câu lạc bộ bóng đá Hà Nội.